# Eilema arideola
Eilema arideola là một loài bướm đêm thuộc phân họ Arctiinae, họ Erebidae.